# Miguel Porteous
Miguel Porteous (* 14. Mai 1999 in Hamilton) ist ein neuseeländischer Freestyle-Skier. Er startet in der Disziplin Halfpipe.

## Werdegang
Porteous startete im Dezember 2014 in Copper Mountain erstmals im Weltcup und belegte dabei den 30. Platz. Bei den Juniorenweltmeisterschaften 2015 in Chiesa in Valmalenco errang er den 18. Platz im Slopestyle und den 12. Platz in der Halfpipe. In der Saison 2015/16 siegte er bei der US Revolution Tour  in Seven Springs und belegte bei den Aspen Snowmass Freeski Open den dritten Rang. Bei den X-Games Oslo 2016 kam er auf den 11. Platz. Ende Januar 2017 holte er bei den Winter-X-Games 2017 in Aspen die Silbermedaille auf der Superpipe. Bei den Weltmeisterschaften 2017 in der Sierra Nevada belegte er den 11. Platz und bei den Olympischen Winterspielen 2018 in Pyeongchang den 17. Platz. In Peking bei den Olympischen Winterspielen 2022 wurde er 11., während sein Bruder Nico Gold gewann.
Sein älterer Bruder Nico ist ebenfalls im Freestyle-Skiing aktiv.